# Giuseppe Varetto
Giuseppe Varetto (Torino, 11 settembre 1883 – Torino, 2 dicembre 1970) è stato un dirigente sportivo, arbitro di calcio e calciatore italiano, di ruolo centrocampista.

## Biografia
È stato uno dei fondatori del F.C. Torino nella riunione costitutiva del 3 dicembre 1906 presso la Birreria Voigt (oggi Bar Norman) in via Pietro Micca a Torino.
Era detto da Vittorio Pozzo "mal l'ungin" perché zoppicava a causa di un'imperfezione ad un'unghia che gli faceva male.
Fu anche calciatore della 2ª e 3ª squadra nonché segretario del club granata.

## Arbitro
Iniziò ad arbitrare nella stagione 1910-1911 quale tesserato per il F.C. Torino, iniziando con la partita di Coppa Omarini Juventus-Torino 1-3 del 23 ottobre 1910.
Diresse poi durante tutta la stagione gare di Seconda Categoria e la prima gara fu Juventus II-Piemonte II (4-1) del 29 gennaio 1911.
Fu uno degli arbitri che il 27 agosto 1911 fondarono l'Associazione Italiana Arbitri al "Ristorante Orologio" di Milano.
La stagione successiva esordì in Prima Categoria dirigendo la gara Casale-Inter 0-3 dell'8 ottobre 1911.
Salvo la forzata pausa dovuta al conflitto mondiale, che lo vide al fronte nel corpo degli alpini, continuò ad arbitrare fino alla fine della stagione 1922-1923, sempre in rappresentanza del Torino.